# Premis Cóndor de Plata 2006
La 54a edició dels Premis Cóndor de Plata 2006, concedits per l'Asociación de Cronistas Cinematográficos de la Argentina, va tenir lloc el 26 de juny de l'any 2006 al Cine Gaumont, situat a l’Avinguda Rivadavia 1635, de Buenos Aires, on es va reconèixer a les millors pel·lícules argentines estrenades durant l'any 2005, i la cerimònia va ser transmesa per Todo Noticias.
Les nominacions van ser lliurades el dimecres 28 de desembre de 2005 en una cerimònia que es va realitzar en el Centre Cultural Borges de la Capital Federal, que va comptar amb la presència de nombrosos artistes.

## Guanyadors i nominats
| Millor pel·lícula | Millor director |
| --- | --- |
| - El aura — Fabián Bielinsky - Como pasan las horas — Inés de Oliveira Cézar - Elsa y Fred — Marcos Carnevale - Iluminados por el fuego — Tristán Bauer - Tiempo de valientes — Damián Szifron                                                  | - Fabián Bielinsky — El aura - Damián Szifron — Tiempo de valientes - Jorge Gaggero — Cama adentro - Inés de Oliveira Cézar — Como pasan las horas - Tristán Bauer — Iluminados por el fuego' |
| Millor actriu | Millor actor |
| - China Zorrilla — Elsa y Fred - Antonella Costa — El viento - Cristina Banegas — Géminis - Norma Aleandro — Cama adentro - Valeria Bertuccelli — Hermanas                                                                                      | - Ricardo Darín — El aura - Diego Peretti — Tiempo de valientes - Gastón Pauls — Iluminados por el fuego - Luis Luque — Tiempo de valientes - Marcelo Mazzarello — La suerte está echada |
| Millor actriu de repartiment | Millor actor de repartiment |
| - Virginia Innocenti — Iluminados por el fuego - Jimena Anganuzzi — Tatuado - Lidia Catalano — Cautiva - Mariana Briski — El viento - Susana Campos — Cautiva                                                                                   | - Hugo Arana — Cautiva - Alejandro Awada — Whisky Romeo Zulu - Claudio Rissi — La suerte está echada - Luis Ziembrowski — Tatuado - Pablo Cedrón — El aura |
| Millor Revelació Femenina | Millor Revelació Masculina |
| - Norma Argentina — Cama adentro - Bárbara Lombardo — Cautiva - María Abadi — Géminis - Mercedes Funes — Cautiva - Mirella Pascual — Whisky Romeo Zulu                                                                                          | - Nahuel Pérez Biscayart — Tatuado - Fabio Aste — Vereda tropical - Ignacio Rogers — Como un avión estrellado - Juan Minujín — Un año sin amor - Víctor Hugo Carrizo — Iluminados por el fuego |
| Millor guió original | Millor guió adaptat |
| - Fabián Bielinsky — El aura - Damián Szifron, Agustín Rolandelli i Nicolás Smudt — Tiempo de valientes - Enrique Piñeyro — Whisky Romeo Zulu - Jorge Gaggero — Cama adentro - Marcos Carnevale, Lily Ann Martin i Marcela Guerty — Elsa y Fred | - Miguel Bonasso, Edgardo Esteban, Tristán Bauer i Gustavo Romero Borri — Iluminados por el fuego segons el llibre homònim d’Esteban, Borri i Pablo Pérez - Guillermo Casanova i Julio César Castro — El viaje hacia el mar - Pablo Pérez i Anahí Berneri — Un año sin amor - Silvio Caiozzi i Nelson Fuentes — Cachimba |
| Millor pel·lícula documental | Millor Guió de Documental |
| - Oro nazi en Argentina — Rolo Pereyra - La dignidad de los nadies — Fernando "Pino" Solanas - Sed, invasión gota a gota — Mausi Martínez - Tango, un giro extraño — Mercedes García Guevara                                                    | - Mausi Martínez — Sed, invasión gota a gota - Carmen Guarini — H.I.J.O.S., el alma en dos - Fernando "Pino" Solanas — La dignidad de los nadies - Mercedes García Guevara — Tango, un giro extraño - Rolo Pereyra i Jorge Camarasa — Oro nazi en Argentina                                                              |
| Millor opera prima | Millor videofilm |
| - Cama adentro — Jorge Gaggero - Bs. As. 100 Kilómetros — Juan Pablo Meza - Cautiva — Gastón Biraben - La suerte está echada — Sebastián Borenzstein - Whisky Romeo Zulu — Enrique Piñeyro                                                      | - Atrapados en el fin del mundo — Eduardo Sánchez - Dirigido por... — Rodolfo Durán - -El país de los grisines — Darío Doria - Pepe Núñez, luthier, el oficio de vivir — Fermín Rivera - Vida en Falcon — Jorge Gaggero                                                                                                  |
| Millor pel·lícula iberoamericana | Millor pel·lícula en llengua estrangera |
| - Mar adentro — Alejandro Amenabar - Cachimba — Silvio Caiozzi /) - Crimen ferpecto — Álex de la Iglesia () - El viaje hacia el mar — Guillermo Casanova / - Whisky — Juan Pablo Rebella i Pablo Stoll /                                        | - Entre copes — Alexander Payne - La núvia cadàver — Tim Burton - Der neunte Tag — Volker Schlöndorff - L'enfonsament — Oliver Hirschbiegel / - 2046 — Wong Kar-wai / |
| Millor Fotografia | Millor Muntatge |
| - Checo Varesse — El aura - Gerardo Silvatici — Cómo pasan las horas - Javier Julia — Iluminados por el fuego - Lucio Bonelli — Tiempo de valientes - Ramiro Civita — Whisky Romeo Zulu                                                         | - Alejandro Brodersohn — Iluminados por el fuego - Alberto Ponce — Tiempo de valientes - Alejandro Carrillo Penovi y Fernando Pardo — El aura - Guillermo Represa — Cama adentro - Jacopo Quadri — Whisky Romeo Zulu |
| Millor direcció artística | Millor disseny de vestuari |
| - Graciela Fraguglia — Iluminados por el fuego - Cristina Nigro — Whisky Romeo Zulu - Marcela Bazzano — Cama adentro - Margarita Jusid — El viento - Mercedes Alfonsín — El aura                                                                | - Nereida Bonmatí — Elsa y Fred - Beatriz De Benedetto y Fátima Macera — Hermanas - Julio Suárez — Iluminados por el fuego - Ricky Casali y Paola Delgado — Adiós querida luna - Roberta Pesci — Un año sin amor |
| Millor so | Millor música original |
| - Carlos Abbate i José Luis Díaz — El aura - Carlos Abbate i José Luis Díaz — Tango, un giro extraño - Fernando Soldevila — Tiempo de valientes - Marcos De Aguirre — Whisky Romeo Zulu - Martín Grignaschi — Iluminados por el fuego           | - José Luis Castiñeira de Dios — Cautiva - Guillermo Guareschi — Tiempo de valientes - Lito Vitale — Elsa y Fred - Lucio Godoy — El aura - Pequeña Orquesta Reincidentes — Whisky |
| Millor curtmetratge | |
| - Viaje a Marte — Juan Pablo Zaramella - María — Martín De Salvo - Mi nombre preferido — Matías Risi - Mi primera salida — Juan Schnitman | |

## Premis i nominacions múltiples
| Pel·lícula                | Nominacions |
| ------------------------- | ----------- |
| Iluminados por el fuego   | 11          |
| El aura                   | 10          |
| Tiempo de valientes       | 9           |
| Cama adentro              | 7           |
| Cautiva                   | 7           |
| Whisky Romeo Zulu         | 7           |
| Elsa y Fred               | 5           |
| Cómo pasan las horas      | 3           |
| El viento                 | 3           |
| La suerte está echada     | 3           |
| Tango, un giro extraño    | 3           |
| Tatuado                   | 3           |
| Un año sin amor           | 3           |
| Whisky                    | 3           |
| El viaje hacia el mar     | 2           |
| Géminis                   | 2           |
| Hermanas                  | 2           |
| La dignidad de los nadies | 2           |
| Oro nazi en Argentina     | 2           |
| Sed, invasión gota a gota | 2           |

| Pel·lícula              | Premis |
| ----------------------- | ------ |
| El aura                 | 6      |
| Iluminados por el fuego | 4      |
| Cama adentro            | 2      |
| Cautiva                 | 2      |
| Elsa y Fred             | 2      |

## Premis Honorífics
Es van lliurar estatuetes de Premis Còndor de Plata a la Trajectòria a l'actriu Elena Lucena, a l'actor Jacques Arndt, al tècnic Antonio Ripoll i al periodista Fernando López.